# Independent Subway System
L'Independent Subway System (in italiano Rete metropolitana indipendente) era una rete di linee metropolitane attive nella città di New York e oggi parte della sua estesa rete metropolitana. La rete nacque nel 1932, con l'apertura della linea Eighth Avenue, e cessò le operazioni nel 1940, quando venne accorpata con le reti dell'Interborough Rapid Transit Company e della Brooklyn-Manhattan Transit Corporation per creare un'unica rete.
Scopo iniziale della sua nascita era la creazione di una rete metropolitana gestita direttamente dalla città di New York che ne era anche proprietaria, tutto ciò in contrasto con la gestione da parte di privati delle altre due reti, ovvero l'Interborough Rapid Transit Company e la Brooklyn-Manhattan Transit Corporation.
Le linee originali dell'Independent Subway System sono le attuali linee A, B, C, D, E, F e G della metropolitana di New York. Inoltre, a fini operativi, queste linee, a cui si aggiungono oggi le linee M e R, e quelle della Brooklyn-Manhattan Transit Corporation sono indicate congiuntamente come divisione B.

## Nomenclatura
Fino al 1940, anno dell'accorpamento delle tre reti in una sola, l'Independent Subway System era noto anche come Independent City-Owned Subway System (in Italiano Rete metropolitana indipendente di proprietà della città) o Independent City-Owned Rapid Transit Railroad (in Italiano Ferrovia metropolitana indipendente di proprietà della città). Inoltre, poiché la prima linea della rete ad aprire fu, nel 1932, la linea Eighth Avenue, l'intero sistema erano noto anche come Eighth Avenue Subway.
L'acronimo IND, oggi ampiamente utilizzato, risale invece a dopo l'unificazione. Venne infatti creato, in vista dell'accorpamento, sulla scia di quanto era già avvenuto per gli altri due sistemi, noti con l'acronimo dei loro gestori: IRT per Interborough Rapid Transit Company e BMT per Brooklyn-Manhattan Transit Corporation.

## Storia

### Primi progetti e proposte
Il 28 agosto 1922, l'allora sindaco di New York, John Francis Hylan, presentò un suo piano per la realizzazione di una rete di linee metropolitane. Il progetto prevedeva l'acquisizione di circa 100 chilometri di linee esistenti e la costruzione di altrettanti chilometri di nuove linee. Secondo i piani originali, la costruzione di queste linee sarebbe dovuta terminare il 31 dicembre 1925 e avrebbe permesso di viaggiare da una parte all'altra della città con un solo biglietto. I progetti delle linee erano stati studiati anche per creare competizione con le linee gestite dall'Interborough Rapid Transit Company o dalla Brooklyn-Manhattan Transit Corporation.
Inoltre, nel 1921, era stata costituita la New York City Transit Commission, che aveva come scopo la realizzazione di un piano per diminiure il sovraffollamento della rete metropolitana esistente. Il progetto elaborato prevedeva:
- due linee nel centro di Manhattan, una sotto la Eighth Avenue e una sotto la Sixth Avenue, inoltre quest'ultima ne aveva già una sopraelevata;
- una linea sotto la 53rd Street (collegata con quelle sotto la Eighth Avenue e la Sixth Avenue) che avrebbe poi proseguito sotto l'East River, avrebbe incontrato una linea diretta tra Brooklyn e Queens e avrebbe continuato sotto Queens Boulevard e Hillside Avenue, fino a 179th Street;
- una linea sotto Grand Concourse nel Bronx, che sarebbe partita dalla linea sotto la Eighth Avenue intorno a 145h Street.

### La prima linea e le successive estensioni

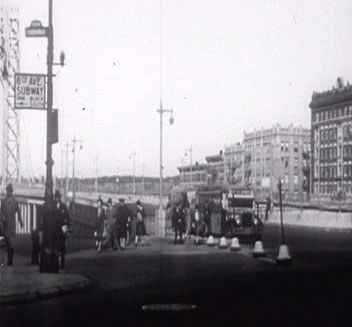
Una delle entrate della 8th Avenue Subway, come recita il cartello.

I lavori per la prima linea, quella sotto l'Eighth Avenue, iniziarono il 14 marzo 1925, con la posa della prima pietra tra la Saint Nicholas Avenue e la 123rd Street. Dopo circa sette anni e mezzo di lavori, il 10 settembre 1932, la tratta prima dell'infrastruttura, che andava da Chambers Street a 207th Street, venne aperta la pubblico: nasceva ufficialmente l'Independent Subway System. Contemporaneamente all'apertura di questa importante infrastruttura, iniziarono le operazioni anche le linee A e AA. Questa importante infrastruttura venne costruita utilizzando un milione di metri cubi di calcestruzzo e 150 000 tonnellate di acciaio; la massicciata venne, inoltre, progettata per durare almeno 30 anni. Il giorno dell'apertura, il parco auto dell'Independent Subway System contava però appena 300 vetture, numero insignificante se confrontato con quello dell'Interborough Rapid Transit Company (3.975 vetture) e della Brooklyn-Manhattan Transit Corporation (2.472 vetture).
Il 1º febbraio 1933, la linea Eighth Avenue venne prolungata verso Brooklyn, fino a Jay Street. Il prolungamento comprendeva la realizzazione del Cranberry Street Tunnel sotto l'East River e di due stazioni intermedie: Fulton Street e High Street, quest'ultima aperta, però, solo il 24 giugno 1933. Proprio il 1933 fu un anno di grande espansione per la rete:
- il 20 marzo venne aperto il primo tratto della linea Culver che dalla stazione di Jay Street arrivava fino a Bergen Street;[9]
- il 1º luglio venne aperta l'intera linea Concourse che dalla stazione 145th Street della linea Eighth Avenue arrivava fino a 205th Street;[10]
- il 19 agosto vennero aperte: la prima sezione della linea Queens Boulevard che dalla stazione 50th Street della linea Eighth Avenue arrivava fino a Roosevelt Avenue e la prima sezione della linea Crosstown che dalla stazione Court Square, in comune con la linea Queens Boulevard, arrivava fino a Nassau Avenue;[3]
- il 7 ottobre la linea Culver venne estesa da Bergen Street a Church Avenue.[3]

L'apertura di numerose infrastrutture portò anche all'attivazione di ben quattro services nello stesso anno, ovvero le linee C, CC, E e GG.

### Dalla seconda linea a Manhattan all'accorpamento

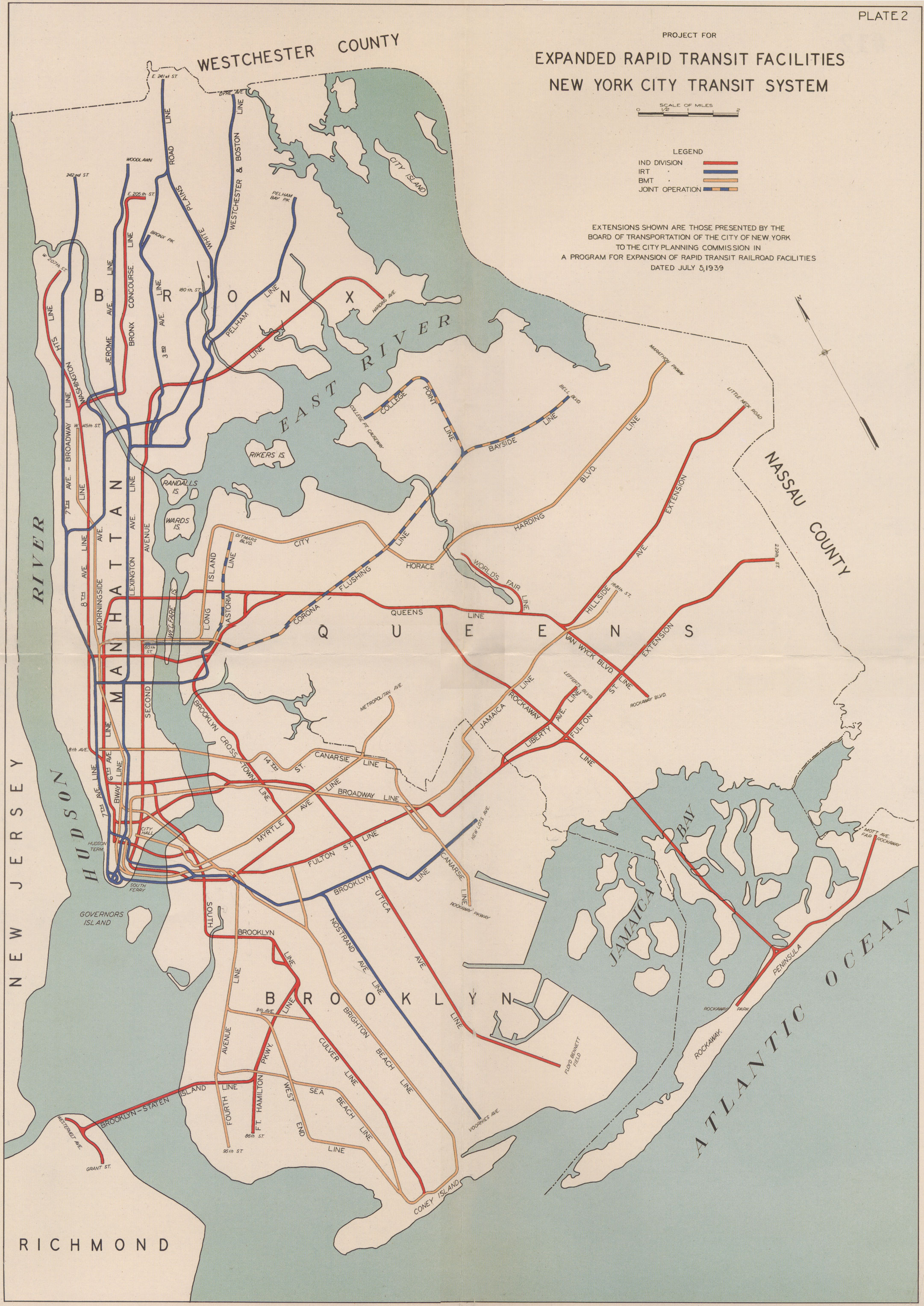
Progetto della rete IND del 1939.

La prima sezione della seconda linea a Manhattan, quella sotto la Sixth Avenue, venne inaugurata il 1º gennaio 1936 e andava dalla stazione di West Fourth Street, in comune con la linea Eighth Avenue, a East Broadway; il 9 aprile venne poi aperto il prolugamento vero Jay Street, che comprendeva il Rutgers Street Tunnel sotto l'East River. All'epoca, però, la linea non correva ancora sotto la Sixth Avenue ed era quindi come linea Houston-Essex Street. Inoltre, per permettere di velocizzare la costruzione, la città decise di acquistare per 12,5 milioni di dollari l'omonima linea sopraelevata dell'Interborough Rapid Transit Company, che altrimenti avrebbe dovuto essere puntellata, e di smantellarla prima di iniziare la realizzazione dei tunnel.
Sempre nel 1936, precisamente il 9 aprile e il 31 dicembre, vennero aperte rispettivamente: la tratta da Court Street a Rockaway Avenue della nuova linea Fulton Street, che prevedeva anche un collegamento con la linea Culver presso Jay Street, e il prolungamento della linea Queens Boulevard da Roosevelt Avenue a Union Turnpike. Inoltre, l'apertura della linea Fulton Street portò all'attivazione di un service, la linea HH.
L'anno successivo, il 24 aprile, la linea Queens Boulevard venne prolungata da Union Turnpike a 169th Street e pochi mesi dopo, il 1º luglio, la linea Crosstown venne estesa da Nassau Avenue a Hoyt-Schermerhorn Streets, stazione in comune con la linea Fulton Street. Nel 1938, iniziò poi la costruzione della linea World's Fair, il cui compito era servire, appunto, il sito della New York World's Fair del 1939. Aperta il 30 aprile 1939, venne chiusa il 28 ottobre 1940, dopo la fine dell'esposizione (quindi anche dopo l'unificazione delle tre reti), e in seguito demolita.
Nel giugno 1940, la città di New York, già proprietaria dell'Indipendent Subway System, acquistò la reti gestite dall'Interborough Rapid Transit Company e dalla Brooklyn-Manhattan Transit Corporation, divenendo l'unico operatore e proprietario delle linee metropolitane presenti in città: le tre reti cessarono così di esistere come singole entità e vennero accorpate in una grande e unica rete. Pochi mesi dopo l'accorpamento, il 15 dicembre, la tratta centrale della seconda linea a Manhattan aprì al pubblico e con essa furono attivati tre service, le linee BB, F e D.

### Cronologia
| Data              | Tratta o stazione                         | Linea            |
| ----------------- | ----------------------------------------- | ---------------- |
| 10 settembre 1932 | 207th Street - Chambers Street            | Eighth Avenue    |
| 1º febbraio 1933  | Chambers Street - Jay Street              | Eighth Avenue    |
| 20 marzo 1933     | Jay Street - Bergen Street                | Culver           |
| 24 giugno 1933    | High Street                               | Eighth Avenue    |
| 1º luglio 1933    | 145th Street - 205th Street               | Concourse        |
| 19 agosto 1933    | Court Square - Nassau Avenue              | Crosstown        |
| 19 agosto 1933    | 50th Street - Roosevelt Avenue            | Queens Boulevard |
| 7 ottobre 1933    | Bergen Street - Church Avenue             | Culver           |
| 1º gennaio 1936   | West Fourth Street - East Broadway        | Sixth Avenue     |
| 9 aprile 1936     | Court Street - Rockaway Avenue            | Fulton Street    |
| 9 aprile 1936     | East Broadway - Jay Street                | Sixth Avenue     |
| 31 dicembre 1936  | Roosevelt Avenue - Union Turnpike         | Queens Boulevard |
| 24 aprile 1937    | Union Turnpike - 169th Street             | Queens Boulevard |
| 1º luglio 1937    | Nassau Avenue - Hoyt-Schermerhorn Streets | Crosstown        |

Nota: questa cronologia riguarda solo l'apertura delle infrastrutture e si ferma a giugno 1940, per la cronologia successiva all'accorpamento vedi cronologia della metropolitana di New York.

## Infrastrutture e linee
Tipica particolarità di tale rete, che persiste tutt'oggi nell'attuale metropolitana di New York, era la divisione fra le infrastrutture utilizzate e il servizio espletato, diversamente da quanto accadeva e accade oggi nel resto del mondo, dove l'infrastruttura e il servizio si sovrappongono. In inglese per indicare tale differenza si utilizzano due termini non interscambiabili: line per indicare l'infrastruttura e service per indica il servizio espletato, termine in italiano tradotto solitamente con linea. In totale, prima dell'unificazione del 1940, vennero quindi realizzate sette infrastrutture, che venivano utilizzate da altrettante linee.

### Linee
Come già detto, prima dell'accorpamento del giugno 1940, vennero attivate in totale sette diverse linee. In origine, il sistema per l'identificazione delle linee si basava su tre elementi: la truck line utilizzata a Manhattan (la linea Eighth Avenue o Sixth Avenue), la diramazione servita a nord (Washington Heights, Concourse o Queens Boulevard) e il tipo di servizio (espresso o locale). Le lettere utilizzate per indicare le linee erano: A, C, E, G e H; la doppia lettera indicava un servizio locale, la singola lettera un servizio espresso. A queste sette linee, bisogna aggiungere anche una linea G rimasta attiva solo durante la New York World's Fair del 1939.
| Linea | Percorso                                 | Inaugurazione | Dopo il 1940                                        |
| ----- | ---------------------------------------- | ------------- | --------------------------------------------------- |
| A     | 207th Street ↔ Rockaway Avenue           | 1932          | Rimasta linea A.                                    |
| AA    | 168th Street ↔ Hudson Terminal           | 1932          | Divenuta linea K nel 1985 e poi soppressa nel 1988. |
| C     | 205th Street ↔ Bergen Street             | 1933          | Soppressa nel 1949.                                 |
| CC    | Bedford Park Boulevard ↔ Hudson Terminal | 1933          | Divenuta linea C nel 1985.                          |
| E     | 169th Street ↔ Church Avenue             | 1933          | Rimasta linea E.                                    |
| GG    | Forest Hills ↔ Smith-Ninth Streets       | 1933          | Divenuta linea G nel 1985.                          |
| HH    | Court Street ↔ Hoyt-Schermerhorn Streets | 1936          | Soppressa nel 1946.                                 |

### Infrastrutture
Come già anticipato, in totale, prima dell'accorpamento del giugno 1940, furono realizzate sette infrastrutture. Queste linee, tutte elettrificate tramite terza rotaia a 600 volt corrente continua, erano, all'epoca, quasi tutte totalmente sotterranee, l'unico segmento in superficie era costituito da un breve tratto della linea Culver; inoltre, sono dotate di banchine molto più lunghe rispetto a quelle delle stazioni IRT e BMT, la loro lunghezza arriva infatti anche oltre i 220 metri.
Tra le infrastrutture realizzate vi sono anche tre tunnel sotto l'East River: il 53rd Street Tunnel, sulla linea Queens Boulevard, il Rutgers Street Tunnel, sulla linea Sixth Avenue, e il Cranberry Street Tunnel, sulla linea Eighth Avenue.
| Nome                   | Capolinea                                | Inaugurazione | Lunghezza | Stazioni | Dopo il 1940                         |
| ---------------------- | ---------------------------------------- | ------------- | --------- | -------- | ------------------------------------ |
| Linea Eighth Avenue    | 207th Street ↔ High Street               | 1932          | 23,0 km   | 30       | Nessun cambiamento.                  |
| Linea Culver           | Jay Street ↔ Church Avenue               | 1933          | 7,0 km    | 9        | Prolungata verso Coney Island.       |
| Linea Concourse        | 145th Street ↔ 205th Street              | 1933          | 9,1 km    | 12       | Nessun cambiamento.                  |
| Linea Crosstown        | Court Square ↔ Hoyt-Schermerhorn Streets | 1933          | 10,0 km   | 13       | Nessun cambiamento.                  |
| Linea Queens Boulevard | 50th Street ↔ 169th Street               | 1933          | 19,5 km   | 24       | Prolungata verso 179th Street.       |
| Linea Fulton Street    | Court Street ↔ Rockaway Avenue           | 1936          | 7,2 km    | 11       | Prolungata verso Lefferts Boulevard. |
| Linea Sixth Avenue     | West Fourth Street ↔ Jay Street          | 1936          | 5,4 km    | 6        | Prolungata verso 57th Street.        |

## Materiale rotabile

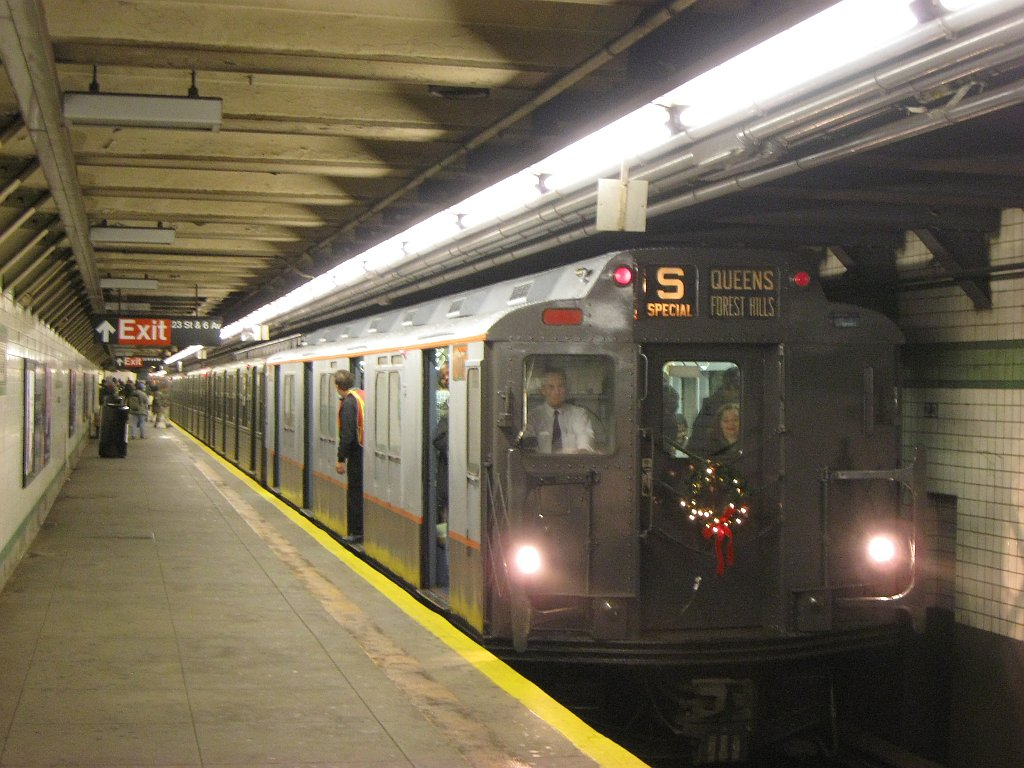
Un R7A presso 23th Street.

Il giorno d'apertura della prima linea, il 10 settembre 1932, l'Independent Subway System possedeva un parco rotabili di 300 vetture che, nell'anno dell'accorpamento, il 1940, erano diventate 1,703. Queste vetture, prodotte da quattro diverse aziende, erano note anche informalmente con l'appellativo Arnines. In totale, vennero prodotti sette tipi diversi di vetture:
- R1: entrati in servizio nel 1932, furono le prime vetture realizzate per la rete. Furono prodotte dall'American Car and Foundry Company e rimasero in servizio fino al 1970;
- R4: entrati in servizi nel 1933, erano molto simili agli R1 essendo prodotti dalla stessa società, l'American Car and Foundry Company. Rimasero in servizio sino al 1977;
- R6: entrarono in servizio nel 1935. L'ordine per queste vetture fu assegnato a tre diverse società: Pressed Steel Car Company (6-1), Pullman Company (6-2) e American Car and Foundry Company (6-3). Furono dismessi nel 1977;
- R7: entrati in servizio nel 1938, furono prodotti dall'American Car and Foundry Company e vennero dimessi nel 1979;
- R7A: entrati in servizio nel 1939, vennero prodotti dalla Pullman Standard e dall'American Car and Foundry Company. Rimasero in servizio sino al 1977;
- R8A: entrati in servizio nel 1939, vennero prodotti dalla St. Louis Car Company e rimasero in servizio sino agli anni 1970;
- R9: entrati in servizio nel 1940, furono gli ultimi Arnines ad essere realizzati. Vennero prodotti dalla Pressed Steel Car Company e dall'American Car and Foundry Company. Rimasero in servizio sino al 1977.